# Albert-Frédéric de Prusse
Albert-Frédéric (en allemand : Albrecht Friedrich), né le 7 mai 1553 à Koenigsberg et mort le 27 août 1618 à Fischhausen, est un prince de la maison de Hohenzollern, fils d'Albert de Brandebourg-Ansbach. Il fut le second duc de Prusse de 1568 jusqu'à sa mort.

## Famille
Né au château de Königsberg, Albert-Frédéric est le fils unique d'Albert de Brandebourg-Ansbach (1490–1568), auparavant grand maître de l’ordre Teutonique devenant le premier duc de Prusse en 1525. Il est le dernier des deux enfants issu du second mariage de son père avec Anne-Marie (1532–1568), fille du duc Éric Ier de Brunswick-Calenberg-Göttingen.
Il avait une demi-sœur aînée, Anne-Sophie (1527–1591), issue du premier mariage de son père avec Dorothée de Danemark, qui épousa le duc Jean-Albert Ier de Mecklembourg-Schwerin.

## Biographie

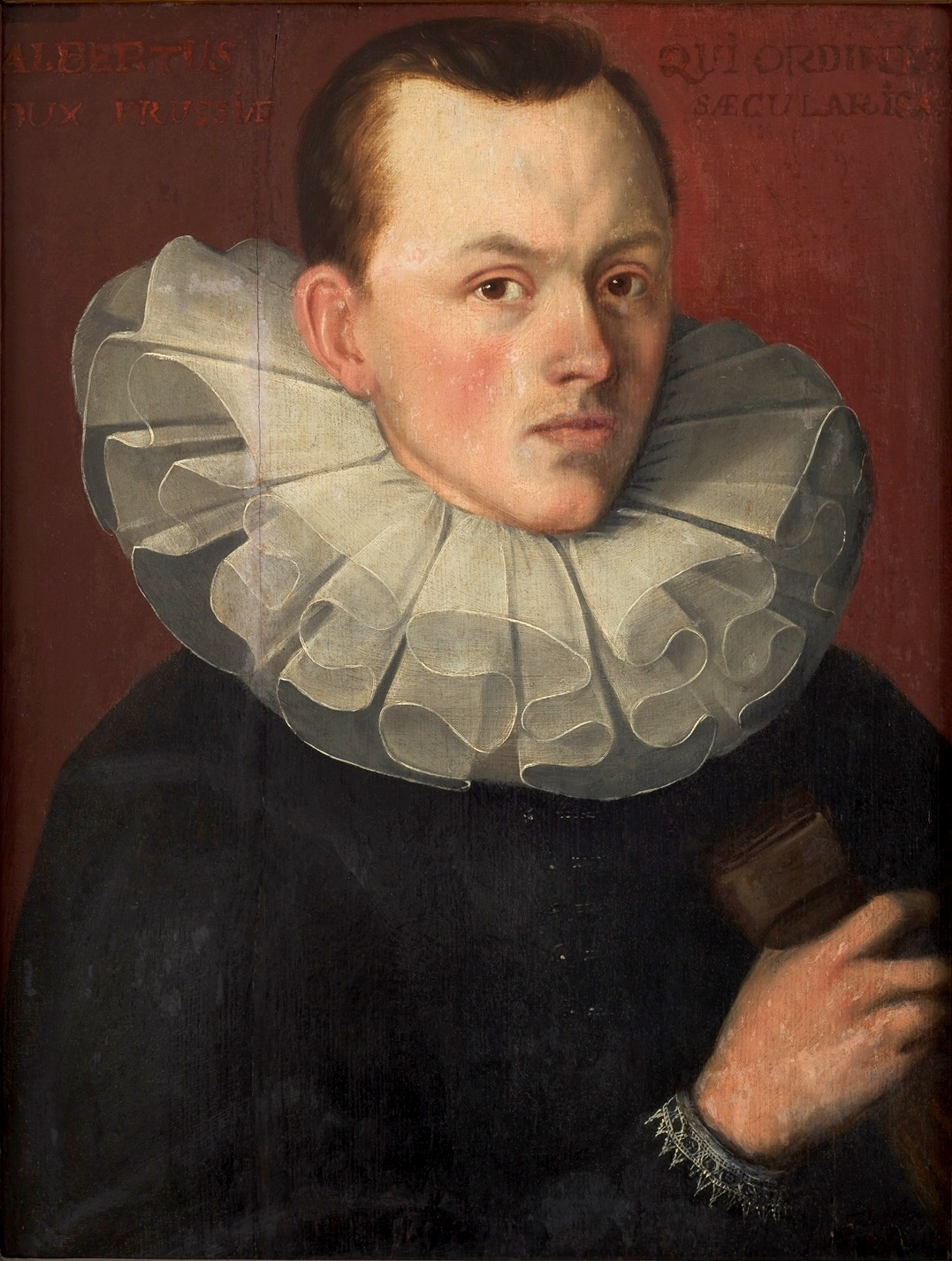
Le jeune duc.

Désigné comme successeur dans le duché de Prusse, Albert-Frédéric reçoit une bonne éducation. À l'âge de 14 ans, il a perdu ses deux parents qui sont morts de la peste pendant une journée tragique le 20 mars 1568. Ses tuteurs, liés avec Tilemann Hesshus, évêque luthérien de Sambie, ont fait tout pour retirer le pouvoir au jeune duc. Seul et isolé, il est entré dans une profonde dépression peu après son arrivée au gouvernement en 1571.
Atteint d'une aliénation mentale profonde, il a été déclaré incapable ; le 22 septembre 1577, son suzerain le roi polonais Étienne Báthory a désigné son cousin Georges-Frédéric Ier de Brandebourg-Ansbach administrateur du duché. La régence passa à l'électeur Joachim III Frédéric de Brandebourg en 1603 puis à son fils Jean III Sigismond en 1608.
À la mort d'Albert-Frédéric le 28 août 1618 sans héritier masculin, son duché échoit à son gendre l'électeur Jean III Sigismond de Brandebourg. La marche de Brandebourg et le duché de Prusse ne formèrent plus qu'un seul État que l'on nomme le Brandebourg-Prusse.

## Mariage et descendance
En 1573, Albert-Frédéric de Prusse épouse Marie-Éléonore (1550–1608), fille aînée du duc Guillaume de Clèves.
Sept enfants sont nés de cette union :
- Anne de Prusse (1576-1625), en 1594, elle épouse l'électeur Jean III Sigismond de Brandebourg (1572-1619)
- Marie de Prusse (1579-1649), en 1604, elle épouse le margrave Christian de Brandebourg-Bayreuth (1581-1655)
- Albert de Prusse (1580-1580)
- Sophie de Prusse (1582-1610), en 1609, elle épouse le duc Guillaume de Courlande (†1640)
- Éléonore de Prusse (1583-1607), en 1603, elle épouse l'électeur Joachim III Frédéric de Brandebourg (1546-1608), veuf de sa première épouse et père de Jean III Sigismond de Brandebourg (son fils aîné)
- Guillaume de Prusse (1585-1586)
- Madeleine-Sibylle de Prusse (1586-1659), en 1607, elle épouse l'électeur Jean-Georges Ier de Saxe (1585-1656)

## Généalogie
Albert-Frédéric de Prusse appartient à la cinquième branche issue de la première branche de la maison de Hohenzollern. Cette cinquième lignée s'éteignit avec lui en 1618.